# 蒙塔尔谢
蒙塔尔谢（法語：Montarcher）是法国卢瓦尔省的一个市镇，位于该省西部，和多姆山省接壤，属于蒙布里松区。该市镇总面积5.99平方公里，2009年时的人口为63人。

## 人口
蒙塔尔谢人口变化图示